# FK Rudar Prijedor
O Fudbalski klub Rudar Prijedor é um clube de futebol da Bósnia e Herzegovina com sede na cidade de Prijedor. Disputa seus jogos em casa no Gradski stadion Prijedor (português: Estádio Municipal de Prijedor) que tem capacidade para 6.000 espectadores. Atualmente, disputa a Premijer Liga.

## História

### 1928–1941
O futebol começou a ser praticado em Prijedor no início do século XX, mais precisamente após o fim da Primeira Guerra Mundial e a libertação da Áustria-Hungria. A primeira bola de futebol chegou a Prijedor em 1918, e o primeiro clube de futebol foi formado em 1919. Prijedorski fudbalski klub Slavija.
Em 1928, em 23 de maio, na cidade mineira de Ljubija, perto de Prijedor, foi fundado o FK Rudar Ljubija, cujos membros eram na sua maioria mineiros e habitantes locais de Ljubija e arredores. Na primeira partida oficial, o FK Rudar Ljubija jogou com o FK Hajduk do Prijedor e venceu por 2-1. De acordo com os dados salvos, o primeiro jogo foi disputado por: Branko Bjekić, Sadik Burazerović, Milan Prerad, Ivan Sedlaček, Toni Hribar, Drago Nedić, Poldek Mastinjak, Jovo Gvozden, Tone Vikić, Josip Brečević e Božidar Veslić. Nos primeiros anos de sua existência, Rudar não participava das competições oficiais do Reino da Iugoslávia. Durante a Segunda Guerra Mundial, o clube encerrou as operações.

### 1945–1992
A verdadeira ascensão deste clube e do futebol do Prijedor em geral começa após a Segunda Guerra Mundial. Muitos clubes estão sendo formados em Prijedor: OFK Prijedor, Željezničar, Žitopromet, Mladost, Celuloza e muitos outros. Rudar jogou sua primeira partida oficial após a guerra em 1947 contra o Podgrmeč de Sanski Most. No ano seguinte, um estádio foi construído em Ljubija para as necessidades da equipe. No mesmo ano, Rudar teve participação na Copa Maršala Tita.
Em 1962, Rudar foi colocado na Liga Interzona, onde permaneceu até 1967, quando pela primeira vez na história foi colocado na 2ª Liga Federal - Oeste. A entrada para a Segunda Liga foi ganha pela equipa: Izetagić, Bevandić, Baškot, Mustedanagić, Miljević, Radinović, Dervić, Bećarević, Bekan, Porobić e Gombović. No mesmo ano, Rudar mudou-se para um novo estádio em Prijedor.
Em 1970, Rudar disputou os 1/16 de final da Copa Maršala Tita.
Na temporada 1970/71, Rudar disputou as eliminatórias para a Primeira Liga Federal da SFRY no futebol contra o Proleter de Zrenjanin. O resultado em Zrenjanin foi de 5-0 para o Proleter, em Prijedor 1-0 para Rudar, insuficiente para a classificação de elite do SFRY. A equipe era liderada por Radoslav Zubanović.
Na próxima temporada, ele se qualificará novamente para a Primeira Liga Federal de SFRY no futebol, desta vez com o Spartak Subotica. Em Subotica, o resultado foi 2-2 para o Rudar. Em Prijedor, diante de 10.000 torcedores, Rudar não estava pronto para a pressão e perdeu o jogo 1-3 para o Spartak, de modo que o Campeonato Iugoslavo de Futebol permaneceu inatingível para Rudar. 
Em 1992, a guerra estourou na Iugoslávia e o Rudar não jogou partidas oficiais até 1995.

### 1995–2007
Em 1995, o Rudar jogou na final da Copa da Republika Srpska contra o Borac Banja Luka. Em Prijedor diante de 10.000 espectadores, 2-1 para Rudar Prijedor, e em Banja Luka, diante de 25.000 espectadores, 4-2 para Borac. Desde 1995, compete na Primeira Liga da República Sérvia com o nome de FK Rudar Prijedor e joga suas partidas no Gradski stadion Prijedor. Na temporada 1995/96, no grupo Oeste, o Rudar conquistaram o primeiro lugar, e nas finais com as competições, após duelo com o FK Boksit e derrota com placar agregado de 3-7 (2-1 e 2-5), terminou a temporada como vice-campeão.
De 1996 a 2001, o clube passou por uma situação financeira difícil, literalmente se sustentou e lutou freneticamente pela sobrevivência com uma equipe jovem. Na temporada 2000/01, o clube terminou a temporada na 15ª colocação e foi rebaixado para a categoria inferior, Segunda Liga da RS, grupo oeste.
Depois de ser rebaixado para a terceira divisão, o clube se consolida e retorna à Primeira Liga da RS, após apenas uma temporada em uma divisão inferior. A espinha dorsal do clube consiste em jovens jogadores locais, juntamente com alguns jogadores mais velhos, como Igor Mandić, Slaviša Kralj e o guarda-redes Dejan Marjanović. A partir da temporada 2002/03, o clube continua a competir na Primeira Liga da RS. Situa-se principalmente no meio da tabela, sendo que a melhor colocação é registrada na temporada 2005/06 quando conquista o 6º lugar. Mas na próxima temporada, ele deve deixar o posto de elite da República Sérvia novamente. 
Resultado notável foi registrado na Copa da República Sérvia, quando a equipe pela segunda vez na história do clube, disputou a final da competição mais popular da República Sérvia em 2006. Também desta vez, a sorte deu as costas à equipe de Prijedor e, na final, o FK Slavija Istočno Sarajevo teve mais sucesso com 3-2.

### Era campeã
Na temporada 2007/08, o treinador Darko Nestorović veio para o clube e formou uma equipe forte, principalmente de jovens jogadores, nascidos em Prijedor, que estão iniciando uma nova era na história do clube. Ou seja, na temporada 2007/08, Rudar conquistou de forma convincente o primeiro lugar na Segunda Liga, Grupo Oeste e voltou à Primeira Liga. E na próxima temporada, 2008/09 será escrito com as letras mais brilhantes da história do clube de Prijedor. O FK Rudar Prijedor sagrou-se campeão da República Sérvia no futebol de forma magistral: 18 vitórias, 10 empates e apenas 2 derrotas, com uma fantástica diferença de golos de 49-19. É importante destacar que nesse período, de 2007-2009, a equipe não perdeu nenhum jogo em casa. A entrada na Premier League foi vencida por: Aleksandar Novaković, Milan Kondić (goleiros), Budimir Despotović, Slobodan Dobrijević, Dragoslav Stakić, Branko Ilinčić, Boris Muzgonja, Goran Kotaran, Sasa Stjepić, Sasa Kovačević, Nassa Kovačević, Nassa Kovačević, Nassa Kovačević, Arignesić Žerić, Vedran Kantar, Ognjen Dasic, Bojan Kecman, Boris Basic, Boris Vlacina, Goran Tadic, Boban Zdjelar, Dejan Stanisic, Aleksandar Stanojcic, Nebojsa Sodic. Treinador Darko Nestorović.

### Era da Premijer Liga
Na temporada 2009/10, Rudar é um membro da Premijer Liga. Na temporada de estreia o clube conquistou a 10ª colocação, sendo que na temporada 2010/11 ficou ainda melhor colocado na 9ª colocação, e foi um sucesso da temporada, pois esteve por muito tempo entre os 4 melhores clubes, e em Prijedor, os jogadores do treinador Boris Gavran contaram com um grande apoio de torcedores leais e praticaram um futebol muito simpático e eficiente. O ataque foi liderado por Mirza Džafić, que terminou a temporada com 12 golos. Na mesma temporada, o clube alcançou as quartas de finais da Copa da Bósnia e Herzegovina, onde foi eliminado pelo último vencedor, Željezničar. Em Sarajevo, foi 3-0 para os donos da casa e na segunda mão 0-0 no City Stadium. Na temporada 2011/12, o clube teve pequenos problemas, mas mesmo assim os superou e terminou a temporada na 11ª colocação. Na temporada 2013/14 foram rebaixados para a Primeira Liga da República Sérvia, porém na temporada seguinte já retornaram a Premijer Liga, e foram rebwixados novamente. Em 20/21 o clube venceu a Primeira Liga da República Sérvia e voltou a elite do futebol bósnio.

## Títulos
- Primeira Liga - RS (3): 2008/09, 2014/15, 2020/21
- Segunda Liga - RS (2): 1994/95, 2005/06
- Copa da República Sérvia (2): 2001/02, 2007/08